# Edel Eckblad
Edel Eckblad, född 1914 i Oslo, död 1994, var en norsk skådespelare, syster till mykologen Finn-Egil Eckblad.
Eckblad debuterade 1945 på Studioteatret, där hon var anställd till 1950. Därefter var hon vid Riksteatret 1951–1963 och från 1975; hon har även verkat som frilans. Hon spelade med värme och realistisk säkerhet i en varierad repertoar, bland andra fru Stockman i Henrik Ibsens En folkefiende och modern i Tennessee Williams Glasmenageriet. Mot slutet av karriären utmärkte hon sig som uttolkare av Arnold Wesker, särskilt i Love Letters on Blue Paper och Roots. Hon medverkade också i filmerna Bussen (1961) och Eddie & Suzanne (1975).

## Filmografi (urval)
- 1961 – Bussen
- 1975 – Eddie & Suzanne